# Gîsca
Gîsca (ros. Гиска - Giska, ukr. Гиска - Hyska) – wieś w Mołdawii, faktycznie na terenie nieuznawanego międzynarodowo Naddniestrza. 

## Położenie
Formalnie wieś leży w Mołdawii, w rejonie Căușeni. Od miasta, które jest jego stolicą, oddalona jest o 27 km. De facto leży w obszarze metropolitalnym Bender i jest w całości kontrolowana przez władze Naddniestrza.

## Historia
Pierwsza wzmianka o wsi pochodzi z 1807 r. W roku tym zamieszkiwało ją 30 rodzin, a więc ok. 150 osób, pochodzenia mołdawskiego (rumuńskojęzycznych). Wskutek trwających w regionie wojen rosyjsko-tureckich liczba mieszkańców spadła najpierw do 50 osób w 1809 r., a następnie do zera. W połowie XIX w. wieś została faktycznie założona od nowa przez osadników rosyjskich i ukraińskich. Na początku wieku XX Gîscę zamieszkiwało 2045 osób, a we wsi znajdowało się 240 domów. 
Po II wojnie światowej we wsi otwarto szkołę średnią, dom kultury i dwa przedszkola, a także szkołę ekonomii i planowania. Mieszkańcy Gîski pracowali w rolnictwie (uprawa warzyw i owoców) lub w fabrykach i innych zakładach pracy w Benderach.
W miejscowości czynna jest cerkiew Narodzenia Matki Bożej, należąca do dekanatu benderskiego eparchii tyraspolskiej i dubosarskiej Mołdawskiego Kościoła Prawosławnego.
1 kwietnia 1992 r., podczas wojny o Naddniestrze, wojsko mołdawskie przypuściło z terenu wsi atak na Bendery, który został odparty. 

## Demografia
W 1997 r. w miejscowości żyły 6072 osoby. Naddniestrzański spis powszechny z 2004 r. wykazał natomiast 4841 mieszkańców, z tego:
- 2956 Rosjan,
- 819 Mołdawian,
- 719 Ukraińców,
- 168 Bułgarów,
- 91 Gagauzów,
- 22 Niemców,
- 8 Białorusinów,
- 7 Żydów,
- 51 osób deklarujących inną narodowość[5].